# Paracilicaea asiatica
Paracilicaea asiatica är en kräftdjursart som beskrevs av Kussakin, Malyutina och Rostomov 1990. Paracilicaea asiatica ingår i släktet Paracilicaea och familjen klotkräftor. Inga underarter finns listade i Catalogue of Life.